# Royal Rumble 2003
Royal Rumble (2003) was een professioneel worstel-pay-per-view (PPV) evenement dat georganiseerd werd door de World Wrestling Entertainment (WWE). Het was de 16e editie van Royal Rumble en vond plaats op 19 januari 2003 in het Fleet Center in Boston, Massachusetts. Dit was het eerste Royal Rumble evenement onder de naam WWE. Het evenement had matches van worstelaars van de Raw en SmackDown brands.

## Matches
| Nr. | Match                                                                                 | Winnaar(s)           | Opmerkingen | Bron  |
| --- | ------------------------------------------------------------------------------------- | -------------------- | --- | ----- |
| 1P  | Spike Dudley vs. Steven Richards (met Victoria)                                       | Spike Dudley         | Eén-op-één match. | [ 2 ] |
| 2   | Brock Lesnar vs. Big Show (met Paul Heyman)                                           | Brock Lesnar         | Eén-op-één match voor een plaats in de Royal Rumble match.                                                                            | [ 2 ] |
| 3   | The Dudley Boyz (Bubba Ray & D-Von Dudley) vs.Lance Storm & William Regal (c)         | The Dudley Boyz (nc) | Tag Team match voor het World Tag Team Championship.                                                                                  | [ 2 ] |
| 4   | Torrie Wilson vs. Dawn Marie Wilson                                                   | Torrie Wilson        | Eén-op-één match. | [ 2 ] |
| 5   | Scott Steiner vs. Triple H (c) (met Ric Flair)                                        | Scott Steiner        | Eén-op-één match voor het World Heavyweight Championship. Steiner won de match door diskwalificatie, maar won niet het kampioenschap. | [ 2 ] |
| 6   | Kurt Angle (c) vs. Chris Benoit                                                       | Kurt Angle           | Eén-op-één match voor het WWE Championship. Angle won door submission.                                                                | [ 2 ] |
| 7   | 30-man Royal Rumble match voor een wereldkampioenschapswedstrijd op WrestleMania XIX. | Brock Lesnar         | Lesnar won door The Undertaker als laatste te elimineren.                                                                             | [ 2 ] |

### Royal Rumble match
| Nr. | Entree               | Brand      | Orde | Geëlimineerd door                | Eliminaties | Tijd  | Bron  |
| --- | -------------------- | ---------- | ---- | -------------------------------- | ----------- | ----- | ----- |
| 1   | Shawn Michaels       | Raw        | 1    | Chris Jericho                    | 0           | 02:31 | [ 3 ] |
| 2   | Chris Jericho        | Raw        | 14   | Test                             | 6           | 39:00 | [ 3 ] |
| 3   | Christopher Nowinski | Raw        | 2    | Rey Mysterio                     | 0           | 04:37 | [ 3 ] |
| 4   | Rey Mysterio         | SmackDown! | 3    | Chris Jericho                    | 1           | 05:55 | [ 3 ] |
| 5   | Edge                 | SmackDown! | 10   | Chris Jericho                    | 3           | 11:03 | [ 3 ] |
| 6   | Christian            | Raw        | 9    | Chris Jericho                    | 1           | 09:03 | [ 3 ] |
| 7   | Chavo Guerrero       | SmackDown! | 8    | Edge                             | 0           | 07:10 | [ 3 ] |
| 8   | Tajiri               | SmackDown! | 6    | Chris Jericho                    | 0           | 04:41 | [ 3 ] |
| 9   | Bill DeMott          | SmackDown! | 4    | Edge                             | 0           | 02:13 | [ 3 ] |
| 10  | Tommy Dreamer        | Raw        | 5    | Chris Jericho en Christian       | 0           | 00:48 | [ 3 ] |
| 11  | B-2                  | SmackDown! | 7    | Edge                             | 0           | 00:24 | [ 3 ] |
| 12  | Rob Van Dam          | Raw        | 26   | Kane                             | 2           | 33:00 | [ 3 ] |
| 13  | Matt Hardy           | SmackDown! | 21   | Brock Lesnar                     | 0           | 27:13 | [ 3 ] |
| 14  | Eddie Guerrero       | SmackDown! | 13   | Booker T                         | 0           | 16:29 | [ 3 ] |
| 15  | Jeff Hardy           | Raw        | 11   | Rob Van Dam                      | 0           | 07:26 | [ 3 ] |
| 16  | Rosey                | Raw        | 12   | Kane                             | 0           | 10:16 | [ 3 ] |
| 17  | Test                 | Raw        | 17   | Batista                          | 1           | 18:45 | [ 3 ] |
| 18  | John Cena            | SmackDown! | 22   | The Undertaker                   | 0           | 19:38 | [ 3 ] |
| 19  | Charlie Haas         | SmackDown! | 20   | Brock Lesnar                     | 2           | 17:17 | [ 3 ] |
| 20  | Rikishi              | SmackDown! | 18   | Batista                          | 0           | 14:10 | [ 3 ] |
| 21  | Jamal                | Raw        | 23   | The Undertaker                   | 0           | 16:07 | [ 3 ] |
| 22  | Kane                 | Raw        | 28   | The Undertaker                   | 3           | 20:24 | [ 3 ] |
| 23  | Shelton Benjamin     | SmackDown! | 19   | Brock Lesnar                     | 2           | 10:55 | [ 3 ] |
| 24  | Booker T             | Raw        | 16   | Charlie Haas en Shelton Benjamin | 1           | 06:20 | [ 3 ] |
| 25  | A-Train              | SmackDown! | 25   | Kane en Rob Van Dam              | 0           | 11:33 | [ 3 ] |
| 26  | Maven                | Raw        | 24   | The Undertaker                   | 0           | 08:19 | [ 3 ] |
| 27  | Goldust              | Raw        | 15   | Charlie Haas en Shelton Benjamin | 0           | 00:47 | [ 3 ] |
| 28  | Batista              | Raw        | 27   | The Undertaker                   | 2           | 09:55 | [ 3 ] |
| 29  | Brock Lesnar         | SmackDown! | —    | Winnaar                          | 4           | 09:00 | [ 3 ] |
| 30  | The Undertaker       | SmackDown! | 29   | Brock Lesnar                     | 5           | 06:45 | [ 3 ] |